# Écoscience (журнал)
Écoscience — щоквартальний оглядовий науковий журнал, що публікується Лавалівським університетом. Його тематика покриває широке поле екологічних проблем, таких як дендроекологія, екологічна фізіологія, етологія, популяційна екологія і екологія угруповань, нумерична екологія і палеоекологія. За висновками Journal Citation Reports, у 2013 р. журнал мав імпакт-фактор = 1.354.

## Ресурси Інтернету
- Офіційний сайт

## Виноски
1. ↑  ERA 2010 journal list — Australian Research Council, 2010.
2. ↑  The ISSN portal — Paris: ISSN International Centre, 2005. — ISSN 1195-6860
3. ↑  Ecoscience. 2013 Journal Citation Reports. Web of Science (вид. Science). Thomson Reuters. 2014.{{cite book}}:  Обслуговування CS1: Сторінки зі значенням параметра postscript, що збігається зі стандартним значенням в обраному режимі (посилання)